# Myobatrachus gouldii
Myobatrachus gouldii är en groddjursart som först beskrevs av Gray 1841.  Myobatrachus gouldii ingår i släktet Myobatrachus och familjen Myobatrachidae. IUCN kategoriserar arten globalt som livskraftig. Inga underarter finns listade i Catalogue of Life.